# پناهندگان افغانستانی

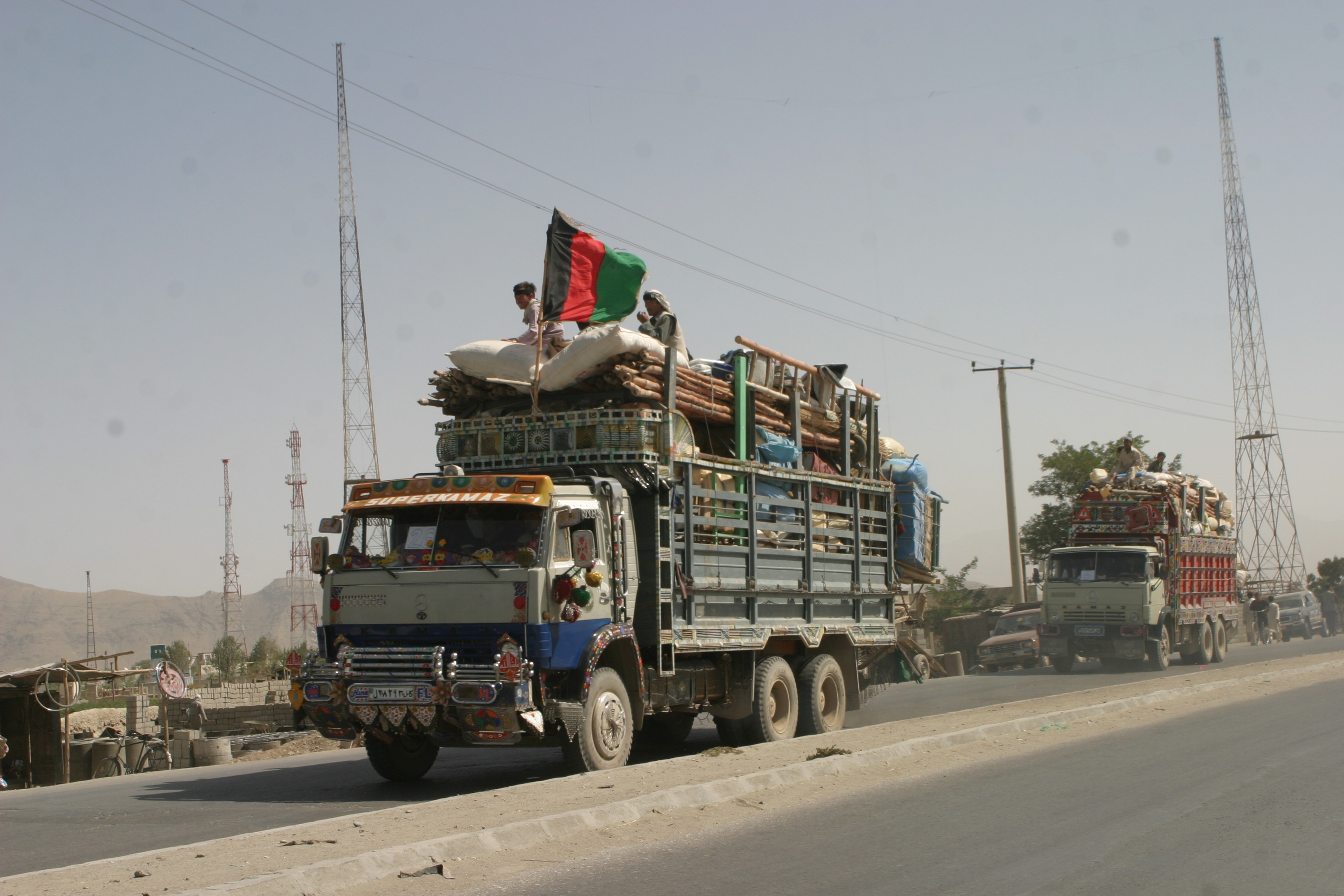
بازگشت شهروندان افغانستانی از پاکستان ۲۰۰۴

پناهندگان افغانستانی که شامل مهاجران، پناه‌جویان، پناهندگان و فرزندان آنان ـ متولد در مکان پناهندگی ـ شهروندان افغانستان‌اند که به‌دلیل جنگ‌های پی‌درپی از زمان کودتای کمونیستی در بهار ۱۳۵۷ (۱۹۷۹) تا روی‌کار آمدن دوباره طالبان در تابستان ۱۴۰۰ (۲۰۲۱)، و یا به‌علت تبعیض، تهدید یا آزارهای سیاسی، اجتماعی، نژادی، قومی یا مذهبی ناچار به ترک کشور خود شده‌اند. تا سال ۱۴۰۲ (۲۰۲۳) ۶.۴ میلیون پناهنده افغان در پاکستان، ایران و کشورهای دیگر زندگی می‌کردند؛ آماری که یکی از بزرگ‌ترین جمعیت‌های پناهنده در جهان به‌شمار می‌رود.

## دوره‌های پناهندگی
1. کودتای کمونیستی در بهار ۱۳۵۷ (۱۹۷۸)
2. تهاجم و جنگ شوروی در افغانستان (زمستان ۱۳۵۸ تا زمستان ۱۳۶۷) (جنوری ۱۹۸۰ ـ فوریه۱۹۸۹)
3. جنگ داخلی مجاهدین (۱۳۷۱–۱۳۷۵ / ۱۹۹۲–۱۹۹۶)
4. حکومت نخستین طالبان (۱۳۷۵–۱۳۸۰ / ۱۹۹۶–۲۰۰۱)
5. جنگ دولت افغانستان و نیروهای بین‌المللی با طالبان (۱۳۸۰ ـ ۱۴۰۰ /۲۰۰۱–۲۰۲۱)
6. بازگشت دوباره طالبان به قدرت در تابستان ۱۴۰۰ (۲۰۲۱)

کودتای کمونیستی ۱۹۷۸ و به‌دنبال آن تهاجم شوروی در ۱۹۷۹، نخستین موج بزرگ آوارگی داخلی و مهاجرت بین‌المللی به کشورهای همسایه، ایران و پاکستان، را رقم زد؛ شمار کمتری نیز به هند یا کشورهای اتحاد جماهیر شوروی پیشین مهاجرت کردند.  بین سال‌های ۱۹۷۹ و ۱۹۹۲، بیش از ۲۰٪ جمعیت افغانستان کشور را به‌عنوان پناهنده ترک کردند.
در سال ۱۹۹۰، در مجموع ۶٫۳ میلیون پناهندهٔ افغان در پاکستان و ایران زندگی می‌کردند. تعداد پناهندگان افغان تا سال ۲۰۰۰ از ۶ میلیون نفر فراتر رفت. در مجموع ۶ میلیون پناهنده افغانستانی در ایران و پاکستان ساکن هستند، این کمیت بالای پناهنده افغانستان را به بزرگ‌ترین تولیدکننده پناهنده طی ۳۲ سال گذشته تبدیل کرده‌است. افغان‌ها در حال حاضر دومین گروه بزرگ پناهندگان بعد از پناهندگان سوری می‌باشند. 

## کشورهای میزبان
نزدیک به ۹۰٪ از ۶٫۱ میلیون پناهندهٔ افغان جهان در ایران و پاکستان همسایه ساکن‌اند و ایران در سال ۲۰۲۴ بیشترین سهم را میزبانی کرده بود. در ۱۳۹۴ (۲۰۱۵) تقریباً ۱٫۳ میلیون پناهندگان افغانستانی ثبت نام شده در پاکستان به سر می‌بردند. در همین سال، کمیساریای عالی پناهندگان سازمان ملل گزارش داد که ۸۴۲٫۹۵۱ نفر افغانستانی پناهنده (ثبت شده کمیساریای پناهندگان در تهران) در ایران زندگی می‌کنند. اکثر این پناهندگان در سه دهه گذشته در پاکستان و ایران متولد شده‌اند و همچنان شهروند افغانستانی به‌شمار می‌روند. در زمان بازگشت طالبان به قدرت در ۲۰۲۱، ۲٫۶ میلیون افغان همچنان در خارج پناهنده بودند.
پس از جنگ ایران و اسرائیل ، ایران روند اخراج افغان‌ها از ایران در سال ۲۰۲۵ را آغاز کرد که به‌گفتهٔ منابع، تا ۴ میلیون افغان را در بر خواهد گرفت.

برخی کشورهایی که بخشی از نیروی بین‌المللی کمک به امنیت (ISAF) بودند، برنامه‌های ویژه‌ای را برای اسکان هزاران افغان در جهان غرب ایجاد کردند.به‌عنوان پناهندگان بدون کشور یا متقاضیان پناهندگی، آنان تحت اصل شناخته‌شدهٔ «عدم بازگرداندن» و کنوانسیون ضد شکنجهٔ سازمان ملل متحد حمایت می‌شوند. در کشورهایی مانند استرالیا، کانادا، آلمان، بریتانیا و ایالات متحده، آنان مزایا و حمایت‌های دولتی را دریافت می‌کنند. برای نمونه، کسانی که طبق مادهٔ ۸ U.S.C. § 1159 گرین‌کارت دریافت می‌کنند، بلافاصله طبق مادهٔ ۸ U.S.C. § 1452(b) می‌توانند به‌عنوان «شهروندان غیراتباع ایالات متحده» محسوب شوند، بدون آنکه لازم باشد شرایط مادهٔ ۸ U.S.C. § 1427(a) را برآورده کنند.این موضوع به آن‌ها امکان می‌دهد گذرنامه‌های متمایز ایالات متحده دریافت کنند. استرالیا نیز مزیتی مشابه برای پناهندگان پذیرفته‌شده ارائه می‌دهد. 
| کشور/منطقه | جنگ شوروی در افغانستان(۱۹۷۹–۸۹) | جنگ داخلی (۱۹۹۲–۹۶) | حکومت طالبان(۱۹۹۶–۲۰۰۱) | جنگ در افغانستان(۲۰۰۱–تاکنون) - تاکنون | جنگ در افغانستان(۲۰۰۱–تاکنون) - تاکنون |
| ---------- | ------------------------------- | ------------------- | ----------------------- | -------------------------------------- | -------------------------------------- |
| پاکستان    | ۳٬۱۰۰٬۰۰۰                       |                     |                         | ۱٬۳۰۰٬۰۰۰–۲٬۵۰۰٬۰۰۰                    | [ ۱۶ ] [ ۱۷ ]                          |
| ایران      | ۳٬۱۰۰٬۰۰۰                       |                     |                         | ۹۵۱٬۱۴۲–۲٬۴۰۰٬۰۰۰                      | [ ۱۹ ] [ ۲۰ ] [ ۲۱ ]                   |
| امارات     |                                 |                     |                         | ۳۰۰٬۰۰۰                                | [ ۲۲ ] [ A ۱ ]                         |
| آلمان      |                                 |                     |                         | ۱۲۶٬۳۳۴                                | [ ۲۳ ] [ A ۲ ]                         |
| انگلستان   |                                 |                     |                         | ۵۶٬۰۰۰                                 | [ ۲۴ ] [ A ۳ ]                         |
| هلند       |                                 |                     |                         | ۴۴٬۰۰۰                                 | [ ۲۵ ]                                 |
| اتریش      |                                 |                     |                         | ۲۰٬۳۴۹                                 | [ ۲۶ ]                                 |
| دانمارک    |                                 |                     |                         | ۱۵٬۸۵۴                                 | [ ۲۷ ] [ A ۴ ]                         |
| هند        |                                 |                     |                         | ۱۸٬۰۰۰                                 | [ ۲۸ ] [ A ۵ ]                         |
| سوئد       |                                 |                     |                         | ۶٬۹۰۴                                  | [ ۲۹ ] [ A ۶ ]                         |
| تاجیکستان  |                                 | ۱۱۶۱                | ۱۵٬۳۳۶                  | ۳٬۴۲۷                                  | [ ۳۰ ] [ A ۷ ]                         |
| قطر        |                                 |                     |                         | ۳٬۵۰۰                                  | [ ۳۱ ]                                 |
| سوریه      |                                 |                     |                         | ۱٬۷۵۰                                  | [ ۳۲ ] [ A ۸ ]                         |
| ترکیه      |                                 |                     |                         | ۴٬۱۵۰                                  | [ ۳۳ ] [ A ۹ ]                         |

## بازگشت‌های معکوس
پناه‌جویان و پناهندگان افغانستانی پس از هر بار فروکش کردن درگیری و تهدیدها اقدام به بازگشت به افغانستان کرده‌اند مانند بازگشت بزرگ آنان پس از سقوط دولت کمونستی و آغاز حکومت مجاهدان؛ اما هر بار این بازگشت، بازگشت به کشورهای همسایه را داشته است؛ زیرا نبودن ثبات سیاسی، سبب اغاز درگیری بزرگ دیگری شده است. پس از خروج شوروی در ۱۹۸۹، بسیاری به افغانستان بازگشتند، اما در جریان جنگ داخلی دههٔ ۹۰ دوباره شمار زیادی از افغان‌ها ناچار به فرار شدند. با به پایان رسیدن جنگ شوروی در افغانستان پناهندگان افغانستانی شروع به بازگشت به میهن خود کردند. اما در آوریل ۱۹۹۲ هنگامی‌که مجاهدین کنترل کابل و چند شهر اصلی دیگر را به دست گرفتند یک جنگ طاقت فرسای دیگر داخلی آغاز شد و باعث گردید تا دوباره شهروندان افغانستانی به سمت کشورهای همسایه فرار کنند. بیشتر این پناهندگان پس از تهاجم ایالات متحده در ۲۰۰۱ و سرنگونی رژیم طالبان به افغانستان بازگشتند. بین سال‌های ۲۰۰۲ تا ۲۰۱۲، حدود ۵٫۷ میلیون پناهنده به کشور بازگشتند که جمعیت افغانستان را ۲۵٪ افزایش داد.

## کمک‌های بین‌المللی
با توجه به درگیری‌های مداوم، ناامنی، بیکاری و فقر در افغانستان، دولت افغانستان با هجوم بازگشت جمعیت آواره مشکلات سختی برای حل سریع مسائل تازه واردان و تأمین مایحتاجشان داشته‌است. سازمان ملل متحد برای پاسخگویی به هزینه‌های بازگشت پناهجویان در برنامه انطباق بشردوستانه خود در۲۰۱۷، از جامعه بین‌المللی ۲۴۰ میلیون دلار برای کمک‌های بشردوستانه درخواست کمک کرده‌است.

## چالش‌ها

### ۱. عدم به رسمیت شناختن پناهندگی
یکی از مشکلات بنیادی پناهندگان افغاننستانی مقیم ایران، عدم شناسایی رسمی آنان به‌عنوان پناهنده یا پناهجو است. جمهوری اسلامی ایران به کنوانسیون ۱۹۵۱ ژنو و پروتکل ۱۹۶۷ مربوط به وضعیت پناهندگان ـ با دو استثناء ـ پیوسته‌است ولی حتی چارچوب بین‌المللی حقوق پناهندگان در این کشور چندان اجرا نمی‌شود. به همین دلیل، اسناد شناسایی که به افغان‌های پناهنده داده می‌شود (مانند کارت آمایش، مدرک سرشماری یا برگه حمایت تحصیلی) هیچ‌کدام عنوان «پناهنده» یا «پناهجو» را ندارد. در عمل، این مدارک نوعی اجازه اقامت موقت محسوب می‌شوند که هر سال منقضی شده و باید تمدید گردد و همواره امکان لغو یا تغییر شرایط آن وجود دارد.
این وضعیت حقوقی نامشخص پیامدهای گسترده‌ای دارد:
- عدم تفاوت بین افغانستانی‌های با وضعیت مهاجر (تحصیل یا کاری)، گردش‌گر و پناهنده.
- دسترسی محدود یا مشروط به خدمات عمومی مانند آموزش، درمان، اشتغال و بیمه.[۴۱]
- ناامنی روانی و اجتماعی ناشی از امکان اخراج دسته‌جمعی یا تغییر سیاست‌های دولت.[۴۲]
- فقدان حمایت‌های مشخصی که طبق کنوانسیون ۱۹۵۱ برای پناهندگان تضمین شده‌است، از جمله اصل «عدم بازگرداندن» (non-refoulement) که در حقوق بین‌الملل عرفی نیز پذیرفته شده است.[۴۳]

این مسئله موجب شده که صدها هزار پناهنده افغانستانی در ایران عملاً در وضعیت «مهاجر غیرثابت» زندگی کنند، بدون آنکه از حقوق شناخته‌شده‌ی یک پناهنده بهره‌مند شوند.

### ۲. محدودیت یا عدم دسترسی به خدمات پایه

#### ایران
- بر اساس آیین‌نامه ثبت ولادت اتباع خارجی در ایران، برای دریافت گواهی تولد نوزاد از مرکز درمانی محل تولد باید پدر و مادر، هردو ـ و نه یکی ـ دارای مدارک اقامتی معتبر باشند؛ در غیر این، مراکز تولد (زایشگاه) از صدور گواهی تولد خودداری می‌کنند. این امر باعث محرومیت کودک از دسترسی به شناسنامه، تحصیل، خدمات درمانی و سایر حقوق پایه‌ای می‌شود. ادارات ثبت احوال نیز فقط درخواست صدور گواهی تولد را برای کودکانی می‌پذیرد که افزون بر داشتن گواهی مرکز تولد، والدینش هر دو دارای اقامت پاسپورتی صادره از پلیس گذرنامه و مهاجرت باشند و کارت آمایش را نمی‌پذیرد.[۴۴][۴۵]
- اگرچه دو بند از ماده ۹۷۶ قانون مدنی ایران اجازه می‌دهد کودکان متولد در ایران از والدین خارجی بتوانند پس از ۱۸ سالگی شناسنامه ایرانی را درخواست کنند، اما اجرای آن مشکل‌ساز است، به‌ویژه زمانی که ثبت ازدواج والدین امکان‌پذیر نیست یا اقامت آنان در هنگام تولد فرزند یا تا ۱۸ سالگی وی دچار مشکل شود یا مرجع اداری یا امنیتی آن را با سلیقه خود به صلاح نداند.[۴۶][۴۷][۴۸]